# آپامین
آپامین (به انگلیسی: Apamin) با فرمول شیمیایی C۷۹H۱۳۱N۳۱O۲۴S۴ یک ترکیب شیمیایی با شناسه پاب‌کم ۱۶۱۳۳۷۹۷ است. که جرم مولی آن ۲۰۲۷٫۳۳۸۷۴ g/mol می‌باشد. 